# Collegio uninominale Puglia - 09 (2017)
Il collegio elettorale uninominale Puglia - 09 è stato un collegio elettorale uninominale della Repubblica Italiana per l'elezione della Camera dei deputati tra il 2017 ed il 2022.

## Territorio
Come previsto dalla legge elettorale italiana del 2017, il collegio era stato definito tramite decreto legislativo all'interno della circoscrizione Puglia.
Era formato dal territorio di 49 comuni: Acquarica del Capo, Alessano, Alezio, Alliste, Andrano, Bagnolo del Salento, Botrugno, Cannole, Casarano, Castrignano del Capo, Castro, Corsano, Diso, Gagliano del Capo, Giuggianello, Giurdignano, Matino, Melissano, Miggiano, Minervino di Lecce, Montesano Salentino, Morciano di Leuca, Muro Leccese, Nociglia, Ortelle, Otranto, Palmariggi, Parabita, Patù, Poggiardo, Presicce, Racale, Ruffano, Salve, San Cassiano, Sanarica, Santa Cesarea Terme, Scorrano, Specchia, Spongano, Supersano, Surano, Taurisano, Taviano, Tiggiano, Tricase, Tuglie, Ugento e Uggiano la Chiesa.
Il collegio era quindi interamente compreso nella provincia di Lecce.
Il collegio era parte del collegio plurinominale Puglia - 02.

## Eletti
| Elezione | Elezione | Deputato     | Partito            |
| -------- | -------- | ------------ | ------------------ |
|          | 2018     | Nadia Aprile | Movimento 5 Stelle |
|          | 2020     | Nadia Aprile | Indipendente       |

## Dati elettorali

### XVIII legislatura
Come previsto dalla legge elettorale, 232 deputati erano eletti con sistema a maggioranza relativa in altrettanti collegi uninominali a turno unico.
| Candidati              | Candidati              | Voti    | %     | Liste                    | Voti    | %     |
| ---------------------- | ---------------------- | ------- | ----- | ------------------------ | ------- | ----- |
|                        | Nadia Aprile ✔️ Eletto | 61 884  | 41,87 | Movimento 5 Stelle       | 61 884  | 41,87 |
|                        | Rocco Palese           | 51 766  | 35,02 | Forza Italia             | 24 386  | 16,50 |
| Noi con l'Italia - UDC | Rocco Palese           | 51 766  | 35,02 | 11 462                   | 7,75    |       |
| Lega                   | Rocco Palese           | 51 766  | 35,02 | 11 022                   | 7,46    |       |
| Fratelli d'Italia      | Rocco Palese           | 51 766  | 35,02 | 4 896                    | 3,31    |       |
|                        | Maria Addolorata Fiore | 22 990  | 15,55 | Partito Democratico      | 19 933  | 13,49 |
| +Europa                | Maria Addolorata Fiore | 22 990  | 15,55 | 1 898                    | 1,28    |       |
| Italia Europa Insieme  | Maria Addolorata Fiore | 22 990  | 15,55 | 795                      | 0,54    |       |
| Civica Popolare        | Maria Addolorata Fiore | 22 990  | 15,55 | 364                      | 0,25    |       |
|                        | Giuseppe Piconese      | 6 604   | 4,47  | Liberi e Uguali          | 6 604   | 4,47  |
|                        | Francesca Seclì        | 1 354   | 0,92  | Potere al Popolo!        | 1 354   | 0,92  |
|                        | Andrea Pizzileo        | 1 105   | 0,75  | CasaPound                | 1 105   | 0,75  |
|                        | Giovanna Marsano       | 599     | 0,41  | Partito Comunista        | 599     | 0,41  |
|                        | Desirè Longo           | 559     | 0,38  | Italia agli Italiani     | 559     | 0,38  |
|                        | Annunziata Mastrolia   | 503     | 0,34  | Il Popolo della Famiglia | 503     | 0,34  |
|                        | Ivana Cassano          | 190     | 0,13  | 10 Volte Meglio          | 190     | 0,13  |
|                        | Caterina Maglio        | 126     | 0,09  | PRI - ALA                | 126     | 0,09  |
|                        | Valentina Tafuri       | 123     | 0,08  | Partito Valore Umano     | 123     | 0,08  |
| Totale                 | Totale                 | 147 803 | 100   |                          | 147 803 | 100   |
|                        |                        |         |       |                          |         |       |
| Voti non validi        | Voti non validi        | 5 756   | 3,75  |                          |         |       |
| Votanti                | Votanti                | 153 559 | 69,53 |                          |         |       |
| Elettori               | Elettori               | 220 837 |       |                          |         |       |